# Laghman (Speise)

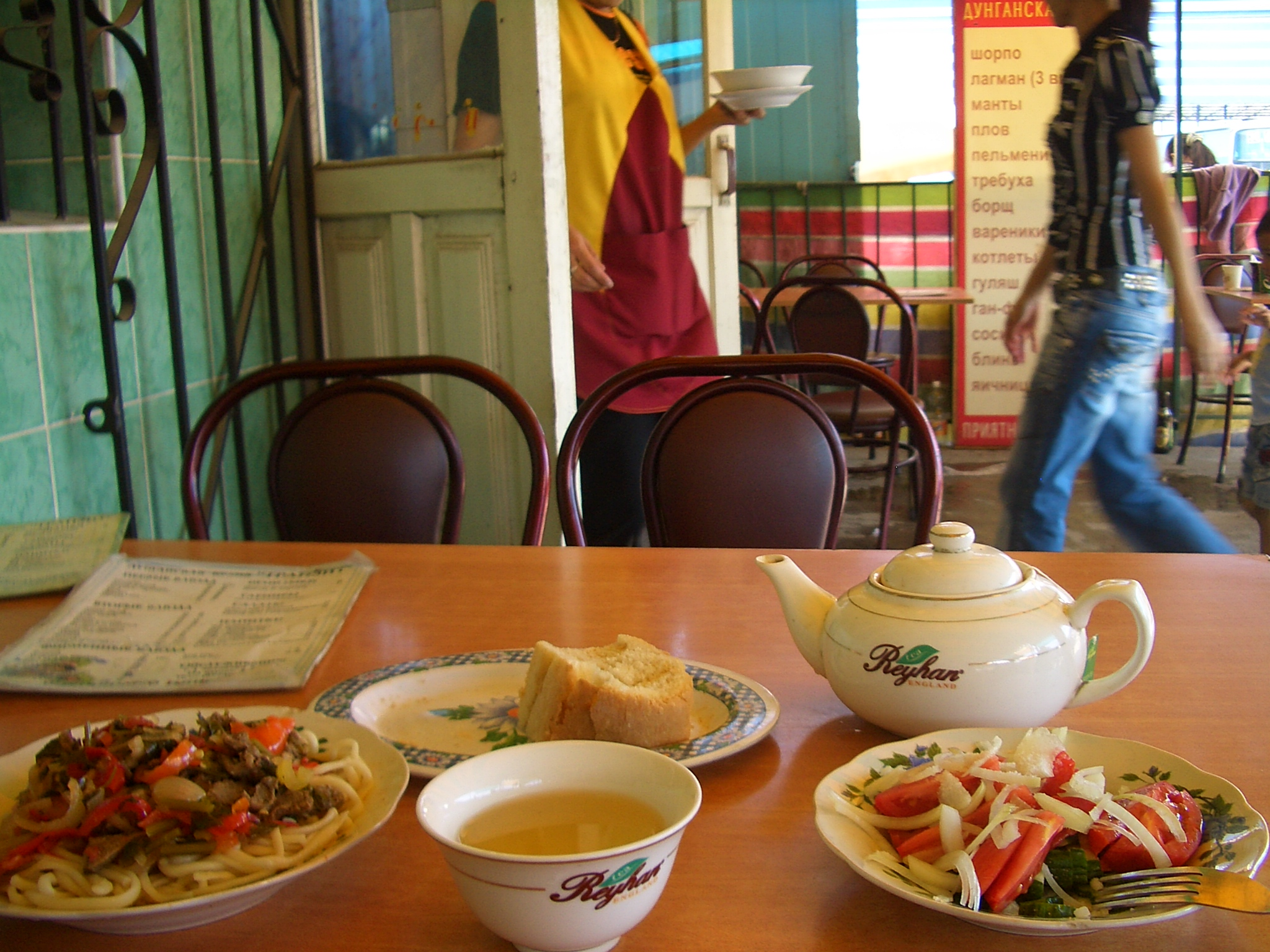
Laghman, Salat und Tee in einem dunganischen Restaurant in Bischkek, Kirgisistan

Laghman (chinesisch 拉面, Pinyin lāmiàn, russisch Лагман, usbekisch Лағмон Lagʻmon) ist eine zentralasiatische und chinesische (dunganische und uigurische) Speise, die aus Fleisch (meistens Lamm), Gemüse und speziellen Nudeln zubereitet wird.
Die namensgebenden Nudeln werden nicht aus einem Teigfladen herausgeschnitten, sondern es werden vielmehr aus einem Teigstück Nudeln gezogen. Je nach Zubereitungsart ähnelt Laghman einer Suppe oder einem Nudelgericht.
Je nach Region unterscheidet sich die Rezeptur, so wird es beispielsweise in Nordafghanistan und Tadschikistan mit Kichererbsen zubereitet. Bekannt ist das Gericht in den meisten Nachfolgestaaten der Sowjetunion, als Nationalgericht wird es in Ländern wie Kirgisistan und Usbekistan angesehen.